# Tapesco
Tapesco es uno de los distritos del cantón de Zarcero, en la provincia de Alajuela, de Costa Rica.

## Geografía
Tapesco cuenta con un área de 6,39 km² y una altitud media de 1821 m s. n. m.

## Demografía
Para el año 2022, Tapesco cuenta con una población estimada de 1674 habitantes, y para el último censo efectuado, en 2011, Tapesco contaba con una población de 1305 habitantes.

## Transporte

### Carreteras
Al distrito lo atraviesan las siguientes rutas nacionales de carretera:
- Ruta nacional 141